# M. Welte & Söhne
M. Welte & Söhne (M. Welte e Hijos) fue una famosa e importante empresa de construcción de instrumentos de música mecánicos y automatizados.
La empresa fue fundada en 1832 por Michael Welte (1807 en Vöhrenbach - 1880 en Friburgo de Brisgovia) en el pueblo de Vöhrenbach en la Selva Negra alemana. De 1832 a 1932 la empresa fabricó instrumentos de música mecánicos y automatizados de muy alta calidad. Entre 1832 a 1845 la empresa cambió su nombre a Gebrüder Welte (Hermanos Welte), y luego, bajo la dirección de Michael Welte, en 1865 cambió su nombre nuevamente a M.Welte e Hijos.

## Historia e inventos

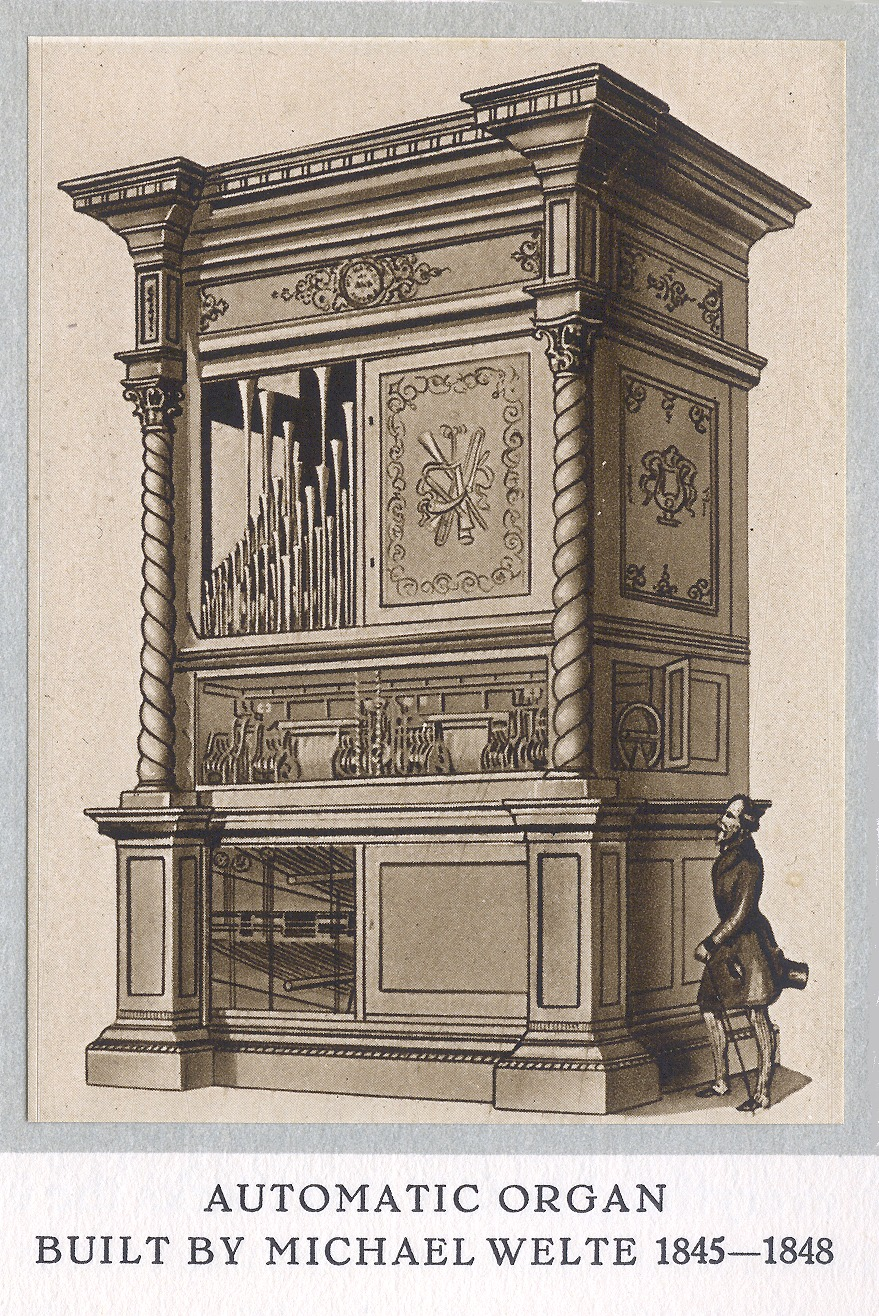
Orquestrión de Michael Welte, fabricado 1845–1848

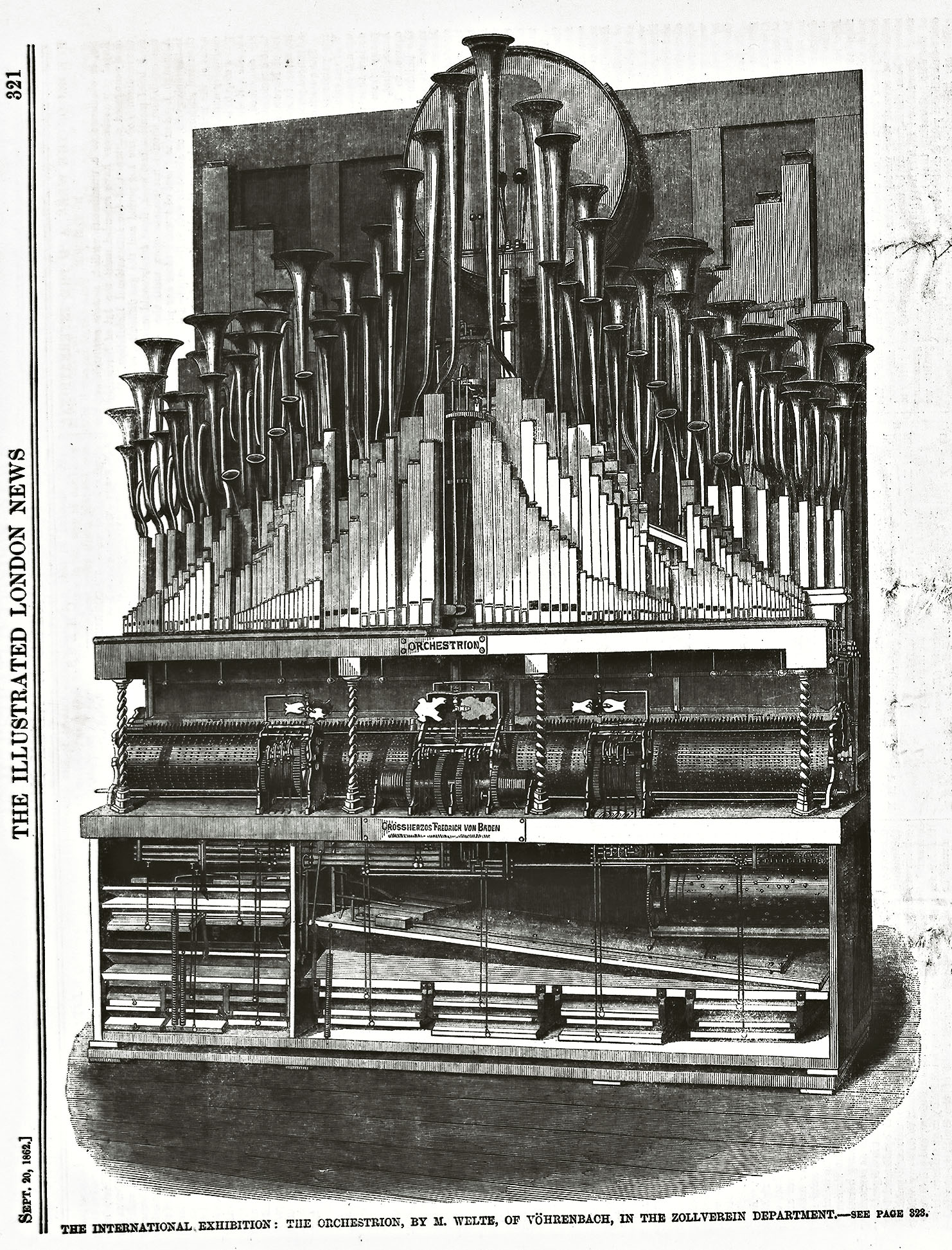
Exposición Universal de Londres (1862): The Orchestrion by M. Welte, of Vöhrenbach, In the Zollverein Departement. The Illustrated London News, Sept. 20, 1862.

En sus inicios Michael Welte producía relojes mecánicos que con el tiempo fueron ganando tamaño y perfección. En poco tiempo tuvo una gran popularidad gracias a sus obras de alta calidad musical. Gran parte de sus obras las exportó a Rusia, pero también a Francia, Inglaterra y a los Estados Unidos.
En 1845 recibió un pedido de un señor de Odesa. Ese primer orquestrión de Welte debería reproducir todos los sonidos de un órgano y tenía aproximadamente 1.100 pitos. Después de tres años de trabajo, el instrumento fue presentado antes de su entrega a un público que quedó asombrado. La exhibición se llevó a cabo en la compañía de museos en Karslruhe el 23 y 24 de marzo de 1849 y luego en Fráncfort del Meno. Mientras esto ocurría, se llevaba a cabo una sesión del Parlamento de Fráncfort en la Paulskirche. Durante 1856 M. Welte comenzó la fabricación de un instrumento en el que trabajó 33 meses, para quien luego fuera “El Gran Duque Federico I de Baden „. El Gran Duque envió el instrumento a la Exposición Universal de Londres en 1862 donde pasó a ser parte de la muestra permanente. La obra de Welte fue galardonada con una medalla.
En 1865 los tres hijos de Michael Welte comenzaron sus labores en la empresa. El hijo mayor, Emil Welte (1841-1923) fue durante 1865-66 a Nueva York donde fundó la empresa Welte & Sons.
Berthold Welte (1843-1918) asumió la dirección de la empresa mientras su hermano Michael Welte Jr. (1846-1920) se dedicaba a la técnica. Durante este tiempo, también había una sucursal en Moscú.
En 1872 la empresa se transaldó del apartado Vöhrenbach a Friburgo de Brisgovia, al nuevo polígono industrial cerca de la estación de tren en el barrio Stühlinger. El éxito llegó con el desarrollo del mando de los instrumentos por rollos de nota. Estas fueron cintas perforadas hechas de papel. El rollo de nota reemplazó los sensibles cilindro giratorio. En 1883 el invento fue patentado. Gracias a esto, Welte llegó a ser el líder en el mercado. En poco tiempo los famosos instrumentos de Welte sonaban cerca de los campos de patinaje, tal como en las casa reales en Europa y en los palacios en Sumatra.
En 1900 Edwin Welte (1876-1958) y su cuñado Karl Bockisch (1874-1952) empezaron a trabajar en la empresa. En 1904 el procedimiento de reproducción para el desarrollado piano de reproducción de Welte fue patentado. Un año después el instrumento llegó al mercado rebautizado con el nombre “piano reproductor Welte-Mignon”. Aquel instrumento utilizó como soporte de sonido una cinta perforada hecha de papel, que llevaba por nombre “rollo de nota” o “rollo para piano” Esta fue una creación en conjunto de Edwin Welte y Karl Bockisch. Con ello era posible reproducir la pieza musical grabada de un pianista muy fielmente. Esta maravillosa técnica fue una sensación en su día, tal como lo es hoy, y permite con pocos instrumentos en buen estado una reproducción auténtica de las grabaciones. En 1912 había un sistema equivalente para órganos, llamado “Welte-Philharmonie-Orgel” (órgano de música para orquesta filarmónica). El mismo año se fundó la sociedad anónima “M. Welte & Sons., Inc.”, en Nueva York, Estados Unidos. Además se construyó una fábrica en Poughkeepsie, Nueva York.

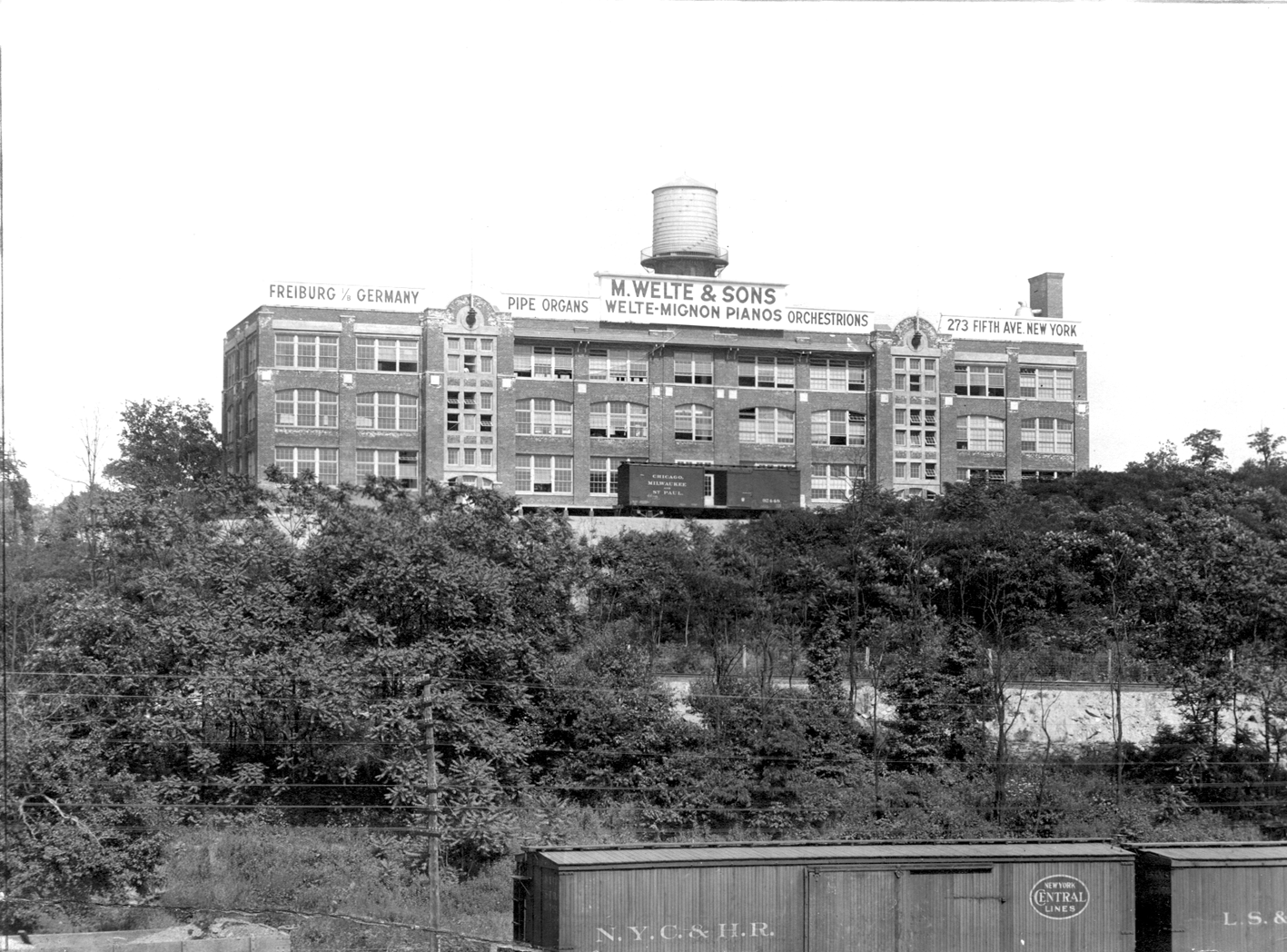
Welte & Sons, la fábrica en Pougkeepsie 1913/14. Hoy día: Central Hudson Gas & Electric Corporation

La pérdida de la fábrica norteamericana durante la Primera Guerra Mundial dio lugar a una crisis económica dentro de la empresa Welte. A causa de la introducción de nuevas tecnologías, tales como la radio y la máquina de discos, la rama colapsó totalmente. El intento de lograr un éxito económico con la producción de órganos para los cines falló debido a la introducción de la película sonora. Además la hiperinflación en Alemania junto a la crisis económica mundial reforzó la situación. En 1932 la empresa se salvó de la quiebra y Edwin Welte se retiró del negocio. La empresa ahora tenía pocos trabajadores y focalizó la atención en la producción de órganos para iglesias y órganos especiales. En el mismo año el hijo del director general, Karl Bockisch Jr. (1899–1945), entró a trabajar en la dirección de la empresa.
Luego de 100 años innovadores inventos, el Lichtonorgel fue la última producción de Welte, un órgano eléctrico manejado por un fototubo.
Durante la Segunda Guerra Mundial la fábrica fue destruida completamente por bombas. Se perdieron las grabadoras, al igual que el secreto para la grabación del piano mecánico. Aun así, en el pasado, una parte se pudo reconstruir gracias al hallazgo de una grabadora en los Estados Unidos. Tras la Segunda Guerra Mundial, en el 1942, se reanudaron los negocios. Sin embargo, después de 120 años de trabajo, a causa de la muerte de Karl Bockischs en el 1952, la empresa fue cerrada. Hoy en día una placa conmemorativa en la calle Lehener nº11 recuerda a la empresa Welte.